# San Cristóbal (Buenos Aires)
Pour les articles homonymes, voir San Cristóbal.
San Cristóbal est un quartier (ou barrio) de la ville de Buenos Aires, capitale de l'Argentine.
Le quartier est limité par l' Avenida Independencia, l' Avenida Entre Ríos, l' Avenida Juan de Garay et la rue Calle Sánchez de Loria.

## Quelques chiffres
- Population : 49 986 habitants.
- Superficie : 2,1 km2.
- Densité : 23 802 habitants/km2.

Le jour du quartier est le 28 juin.